# 威廉·丹吉努
威廉·丹吉努（英語：William Dandjinou，2001年10月1日—），加拿大男子短道速滑运动员，2024年四大洲短道速滑锦标赛男子1000米金牌得主和男子5000米接力铜牌得主、2024年世界短道速滑锦标赛男子1000米金牌得主、2025年世界短道速滑锦标赛男子1500米金牌得主。